# Concours d'hélicoptères à propulsion humaine Igor I. Sikorsky
La compétition d'hélicoptères à propulsion humaine Igor I. Sikorsky est créée en 1980 par l'American Helicopter Society (AHS) International. Le prix AHS Sikorsky est décerné au premier hélicoptère à propulsion humaine (HPH) répondant à un ensemble d'exigences de vol extrêmement difficiles. En résumé, les exigences pour remporter le prix AHS Sikorsky comprenaient une durée de vol de 60 secondes et l'atteinte d'une altitude de 3 mètres, avec le point central de l'avion planant au-dessus d'un carré de 10 x 10 mètres.
En 2013, 33 ans après la création du concours, le prix est officiellement déclaré remporté lorsque l'hélicoptère à propulsion humaine Atlas d'AeroVelo effectue un vol répondant à toutes les exigences du concours international AHS et reçoit le prix de 250 000 $.
Dans l'histoire du concours, des dizaines d'équipes ont conçu et construit des hélicoptères à propulsion humaine, même si peu d'entre elles ont réussi à voler.

## Histoire
Le concours AHS est nommé en l'honneur d'Igor Sikorsky, l'un des fondateurs de la société technique. L'AHS fixe initialement l'argent du prix à 25 000 $, mais l'a ensuite augmentée à 250 000 $.
Le premier HPH à décoller fut le Da Vinci III en 1989, conçu et construit par des étudiants de l'Université d'État polytechnique de Californie, en Californie, aux États-Unis. Il a volé pendant 7,1 secondes et a atteint une hauteur de 8 pouces (20,32 cm). Le deuxième était le Yuri I en 1994, conçu et construit par des étudiants de l'Université Nihon au Japon. Il a volé pendant 19,46 secondes et a atteint une altitude de 20 cm.
Aucun hélicoptère à propulsion humaine n'ayant décollé depuis 1994, Sikorsky Aircraft Corporation s'est engagée en 2009 auprès d'AHS International à augmenter le montant de la rémunération à 250 000 $, ce qui a considérablement accru l'intérêt pour le concours. Cela a donné naissance à une nouvelle génération d'équipes d'hélicoptères à propulsion humaine, avec deux équipes : l'une de l'Université du Maryland et l'autre d'AeroVelo - engagées dans une « bataille serrée » pour la victoire.

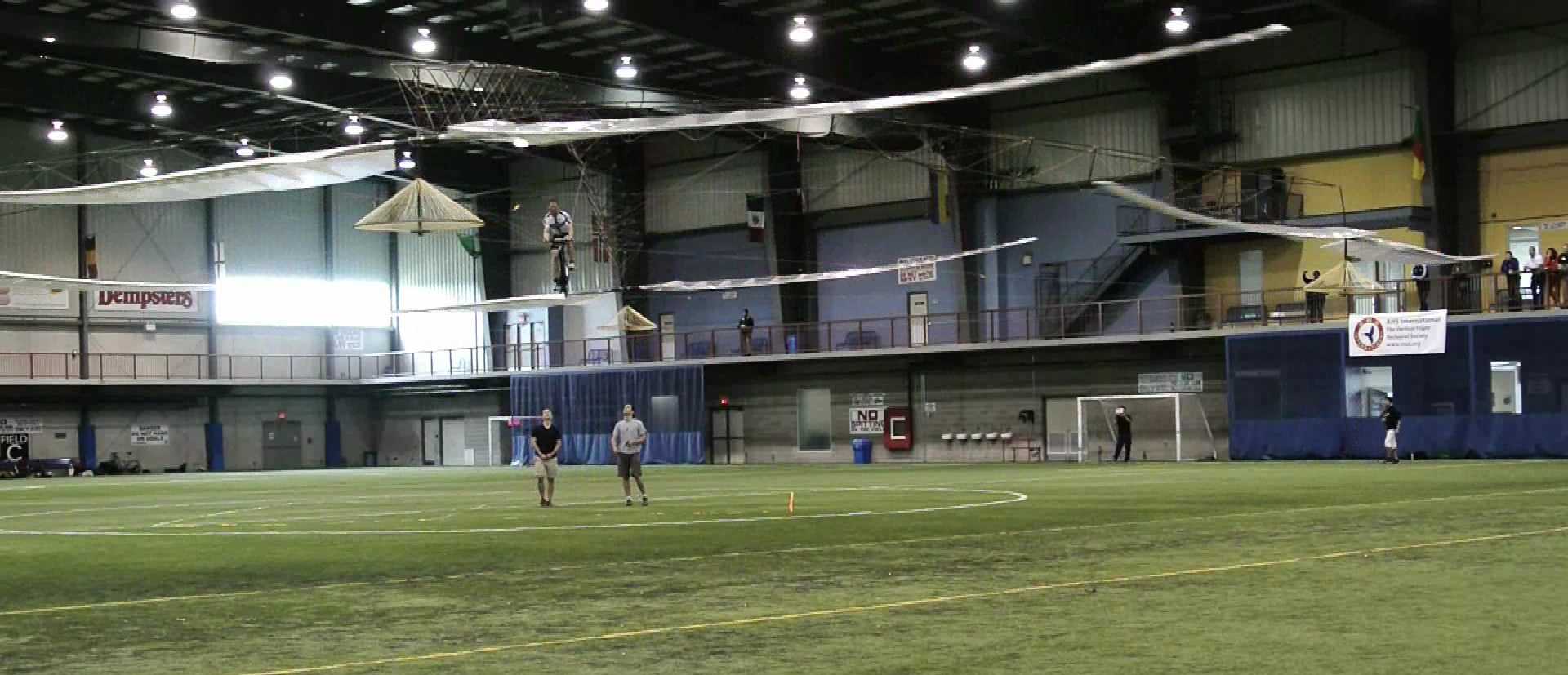
Vol de l'hélicoptère à propulsion humaine « Atlas » d'AeroVelo, lauréat du prix Sikorsky.

Les étudiants de l'Université du Maryland ont conçu et construit le Gamera I. Le Gamera I a volé avec succès le 12 mai 2011 pendant environ quatre secondes, suivi d'un vol de 11 secondes. En novembre 2011, la construction du Gaera II amélioré a commencé. Le 21 juin 2012, le Gamera II a volé pendant une durée de 50 secondes. Des tests supplémentaires du Gamera IIXR avec un cruciforme plus grand et des rotors plus longs le 28 août 2012 ont donné lieu à des records du monde officiels d'endurance de 65 secondes sur un vol et de 8 pieds (2,44 m) d'altitude sur un autre : le premier vol à « haute altitude » d'un hélicoptère à propulsion humaine de l'histoire, et la première des exigences individuelles à tomber.
Le 24 juin 2012, l'hélicoptère à propulsion humaine NTS Works Upturn a également volé avec succès pendant 10 secondes, grimpant à environ 2 pi (60,96 cm). NTS Works a ensuite fait don de l'avion à l'Université d'État polytechnique de Californie qui le développe sous le nom d'Upturn II.

## Gagnant

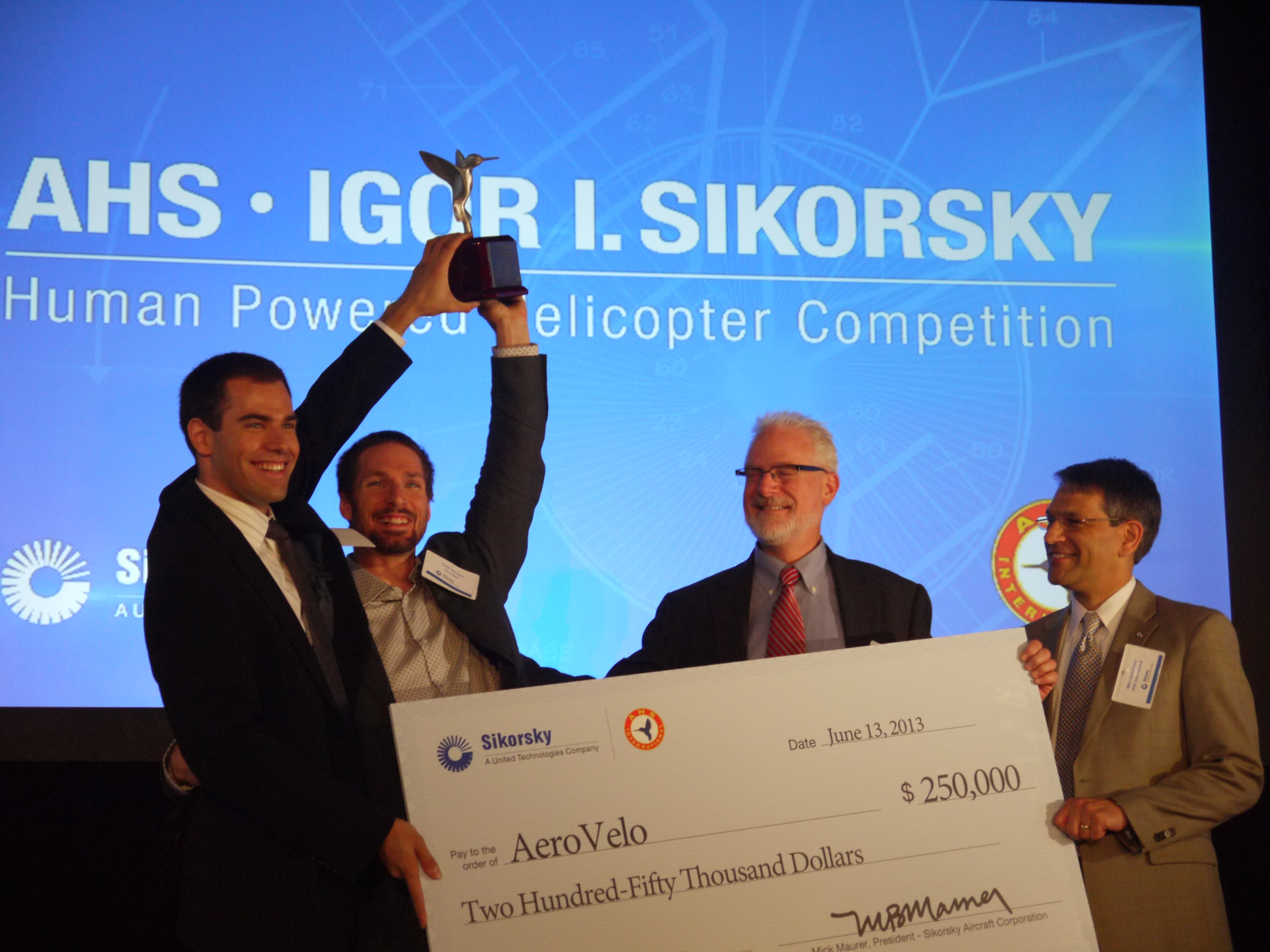
AHS International a annoncé le 11 juillet 2013 qu'AeroVelo était le gagnant de son concours d'hélicoptères à propulsion humaine Igor I. Sikorsky. De gauche à droite : Cameron Robertson et Todd Reichert, AeroVelo ; Mark Miller, Sikorsky Aircraft Corp ; Mike Hirschberg, AHS International.

AeroVelo, composé d'étudiants et de diplômés de l'Université de Toronto, a commencé les essais en vol de son plus grand hélicoptère Atlas à quatre rotors le 28 août 2012.
Le 13 juin 2013, AeroVelo a maintenu son Atlas en vol pendant 64,11 secondes, atteignant 3,3 mètres d'altitude et dérivant sur moins de 9,8 mètres,. AHS International a décerné le prix à AeroVelo le 11 juillet, après que son comité de compétition d'hélicoptères ait examiné les données de vol,.